# Mexborough
Koordinaten: 53° 30′ N, 1° 17′ W
Mexborough, oder bis ins 18. Jahrhundert hinein Mekesborough, ist eine kleine Bergarbeiter- und Industrie-Stadt in der Grafschaft South Yorkshire. Sie zählt 15.244 Einwohner (Stand: 2011) und gehört zum Metropolitan Borough of Doncaster.

## Geschichte
Im frühen Mittelalter war die Umgebung offenbar schon besiedelt, wie eine gut erhaltene Motte, d. h. eine ringförmige Wallanlage bezeugt, die an einer alten Heeresstraße liegt.

## Kultur
Alljährlich im April trifft sich hier die Akkordeon-Elite der Welt zu einem „Concertinas“-Musikfestival, das meist im „Royal Electric Theatre“ stattfindet.

## In Mexborough geboren
- Brian Blessed (* 1936), Schauspieler
- Eric Brook (1907–1965), Fußballspieler
- Dan Clarke (* 1983), Rennfahrer
- Rob Green (* 1976), deutsch-britischer Radio- und Fernsehmoderator
- Mike Hawthorn (1929–1959), Rennfahrer und Formel-1-Weltmeister von 1958
- Ted Hughes (1930–1998), Dichter und Schriftsteller
- Harold Massingham (1932–2011), Dichter
- Dennis Priestley (* 1950), Dartspieler, zweifacher Weltmeister
- John W. Wall (1910–1989), Schriftsteller und Diplomat
- Donald Watson  (1910–2005), Gründer der Vegan Society UK